# Aurelio Vidmar
Pour les articles homonymes, voir Vidmar.
Aurelio Vidmar, né le 3 février 1967 à Adélaïde en Australie, est un footballeur international australien reconverti en entraîneur. Il est le frère aîné de Tony Vidmar.

## Biographie

### Carrière de joueur
Aurelio Vidmar commence sa carrière professionnelle à Adélaïde où il joue pendant sept saisons avant de partir à l'étranger. En 1994-1995, au Standard de Liège, il termine meilleur buteur du championnat de Belgique, avec un total de 22 buts sur la saison. En 1995-1996 il joue dans le championnat de Suisse au FC Sion. Il est élu meilleur joueur d'Océanie en 1994. 
Au cours de sa longue carrière professionnelle, il joue plus de 500 rencontres de championnat et inscrit plus de 120 buts et ce dans six pays différents.

### Carrière internationale
Au total, il compte 44 sélections et 17 buts en équipe d'Australie entre 1991 et 2001.

### Carrière d'entraîneur
En 2010, Aurelio Vidmar a été nommé sélectionneur de l'équipe nationale olympique d'Australie en vue des Jeux de Londres 2012.
En 2022, Vidmar a été nommé entraîneur de Bangkok United, l'équipe de Ligue 1 thaïlandaise en difficulté. Le 28 décembre 2022, Vidmar a démissionné de son poste pour des raisons personnelles.

## Palmarès
- Footballeur océanien de l'année 1994
- Finaliste de la Coupe des confédérations en 1997 avec l'Australie
- Vainqueur de la Coupe d'Océanie en 2000 avec l'Australie
- Champion d'Australie en 1986 avec l'Adélaïde City FC
- Vainqueur de la Coupe de Suisse en 1996 avec le FC Sion
- Meilleur buteur du championnat de Belgique en 1995
- Meilleur buteur de la Coupe Kirin en 1994